# Miguel Lopes
Hugo Miguel Almeida Costa Lopes, född 19 december 1986 i Lissabon, är en portugisisk fotbollsspelare som spelar för Estrela. Han spelar främst som högerback.

## Klubbkarriär
I december 2021 gick Lopes till portugisiska Estrela. I juli 2023 förlängde han sitt kontrakt med ett år.

## Landslagskarriär
Lopes blev uttagen i Portugals trupp till EM i fotboll 2012.